# Amauris niavius
Amauris niavius is een vlinder uit de familie Nymphalidae.

## Kenmerken
De spanwijdte varieert van 78 tot 85 millimeter.

## Verspreiding en leefgebied
De soort komt voor in de tropische en subtropische delen van Afrika.

## Ondersoorten
- Amauris niavius niavius
- Amauris niavius dominicanus Trimen, 1879
- Amauris niavius aethiops Rothschild & Jordan, 1903

1. ↑  (en) Amauris niavius op de IUCN Red List of Threatened Species.